# رودریگو میلار
رودریگو میلار (اسپانیایی: Rodrigo Millar‎؛ زادهٔ ۳ نوامبر ۱۹۸۱) یک بازیکن فوتبال اهل شیلی است.

## تیم ملی
وی همچنین در تیم ملی فوتبال شیلی بازی کرده‌است.